# Abanto (almirante)

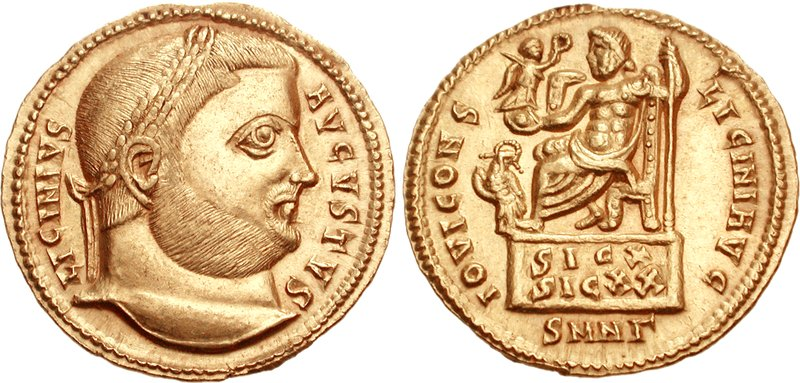
Sólido de Licinio (r. 308-324). Nicomedia c. 317-318

Abanto o Amando (en latín: Abantus o Amandus) fue un militar romano del siglo IV, activo en el reinado conjunto de los emperadores romanos Constantino (r. 306-337) y Licinio (r. 308-324).

## Biografía
Abanto aparece en las fuentes como almirante de Licinio en la segunda guerra civil contra Constantino en 324, siendo derrotado cerca de Calípolis, en la desembocadura del Helesponto, por la flota constantiniana dirigida por Crispo (r. 317-326), el hijo mayor del augusto Constantino. Según Zósimo y Anónimo Valesiano, Crispo y Abanto se encontraron en una batalla inicial, que terminó inconclusa, pero debido a una tormenta que destruyó buena parte de su flota, Abanto fue derrotado en un segundo encuentro al día siguiente y casi no consiguió escapar con vida.